# Les Forges (Morbihan)
Pour les articles homonymes, voir Les Forges et Forges.
Les Forges [lɛ fɔʁʒ] est une ancienne commune française située dans le département du Morbihan, en région Bretagne, devenue, le 1er janvier 2019, une commune déléguée de la commune nouvelle de Forges de Lanouée.

## Géographie

### Situation

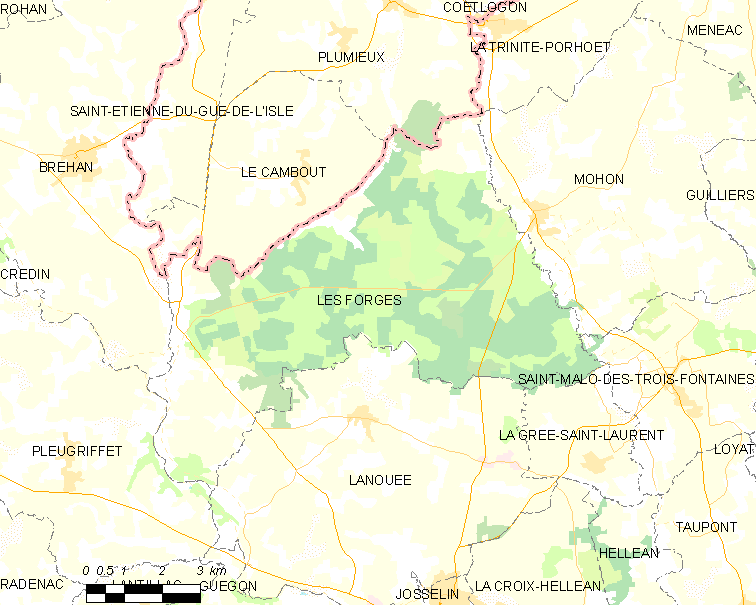
Carte de l'ancienne commune des Forges et des communes avoisinantes.

### Relief et hydrographie
L'ancienne commune des Forges était limitée à l'ouest par l'un des bras du Lié, rivière affluente de rive gauche de l'Oust, la séparant de Bréhan ; au sud-ouest et au sud c'est l'Oust lui-même, qui séparait Les Forges de la commune de Pleugriffet (l'Oust canalisé est une section du Canal de Nantes à Brest) ; au nord-ouest le Ruisseau de Durbœuf (portant dans sa partie amont le nom de Ruisseau de Blaye), affluent du Lié avec lequel il conflue au niveau de l'étang des Forges, servait de limite entre Les Forges d'une part, Plumieux et Le Cambout d'autre part (c'est aussi la limite départementale entre le Morbihan et les Côtes-d'Armor) ; à l'est le Ninian, autre affluent de rive gauche de l'Oust, séparait le finage des Forges de celui de Mohon.

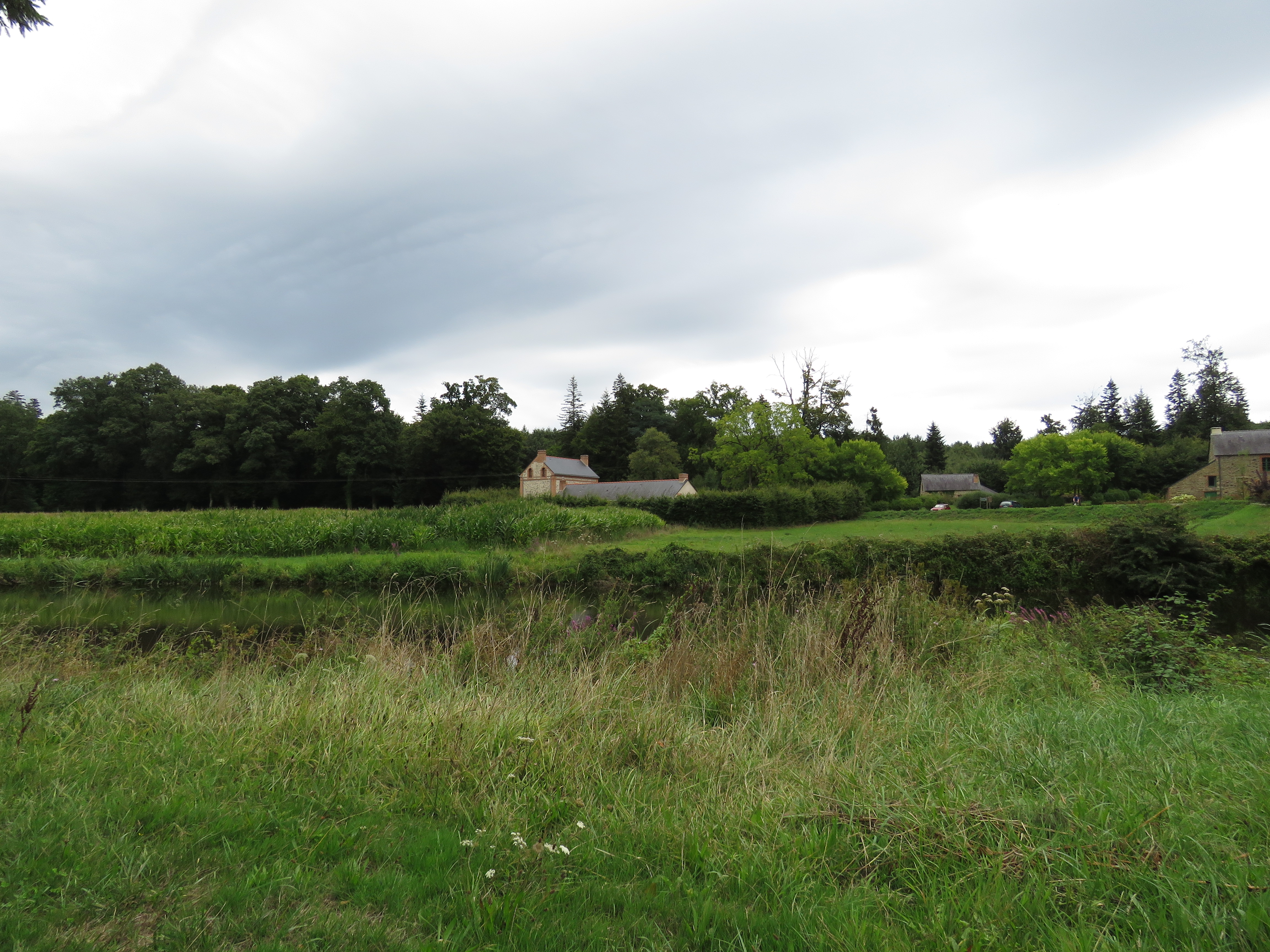
Le Lié, traversant le bourg des Forges. Au second plan, la lisière de la forêt de Lanouée.

La forêt de Lanouée (qui porte le nom d'une commune voisine, de laquelle elle s'est séparée à la fin du XIXe siècle en 1883) se trouvait principalement sur la commune des Forges dont elle couvrait la majorité du territoire.
Le relief est assez bosselé, culminant à 123 mètres, le long de la "ligne du Télégraphe", dans la partie nord de la forêt de Lanouée, laquelle est presque partout au-dessus de 90 mètres d'altitude, et s'abaissant dans les vallées des cours d'eau précités, le point le plus bas étant à 43 mètres d'altitude dans la vallée de l'Oust à l'endroit où ce cours d'eau quitte cette commune. Le bourg des Forges est vers 55 mètres d'altitude.

### Paysages et habitat
Les parties sud-ouest et nord-ouest de la commune, non occupées par la forêt de Lanouée, présentent un paysage agraire traditionnel de bocage avec un habitat dispersé en écarts formés de hameaux (dénommés localement "villages") et fermes isolées. Le bourg des Forges était très excentré dans la partie ouest du territoire de cette commune.

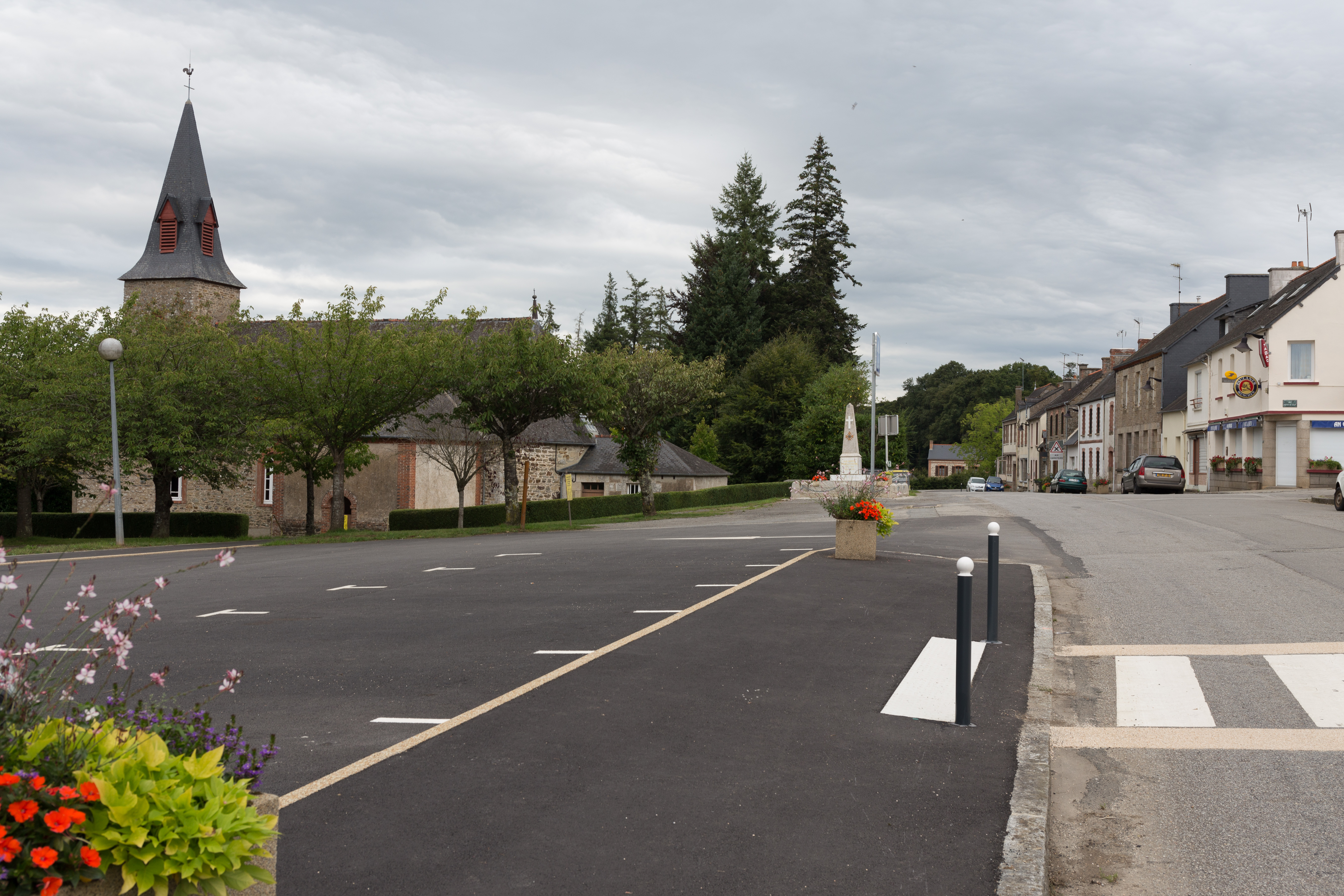
Le centre du bourg des Forges.
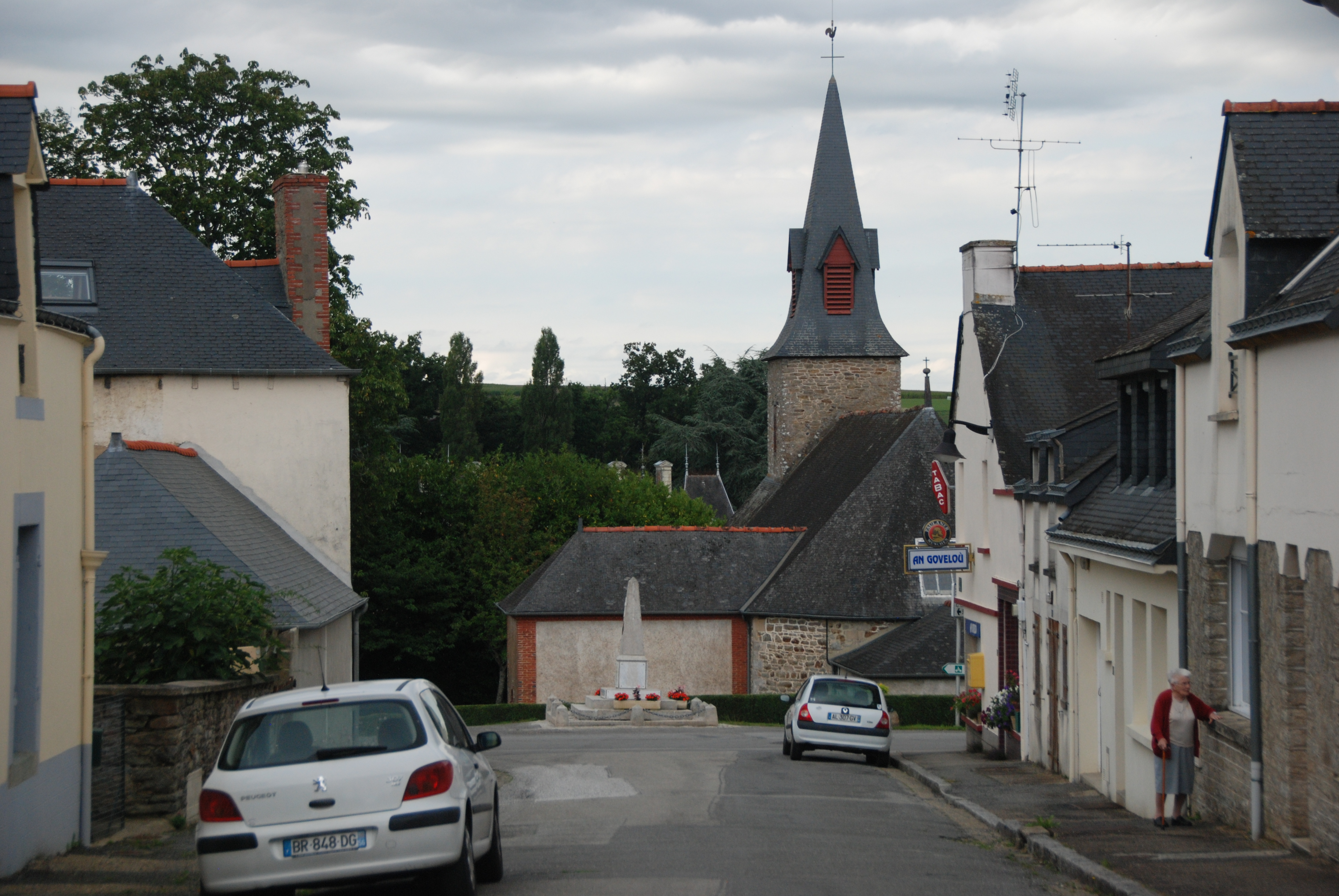
Le centre du bourg des Forges : l'église et le monument aux morts.
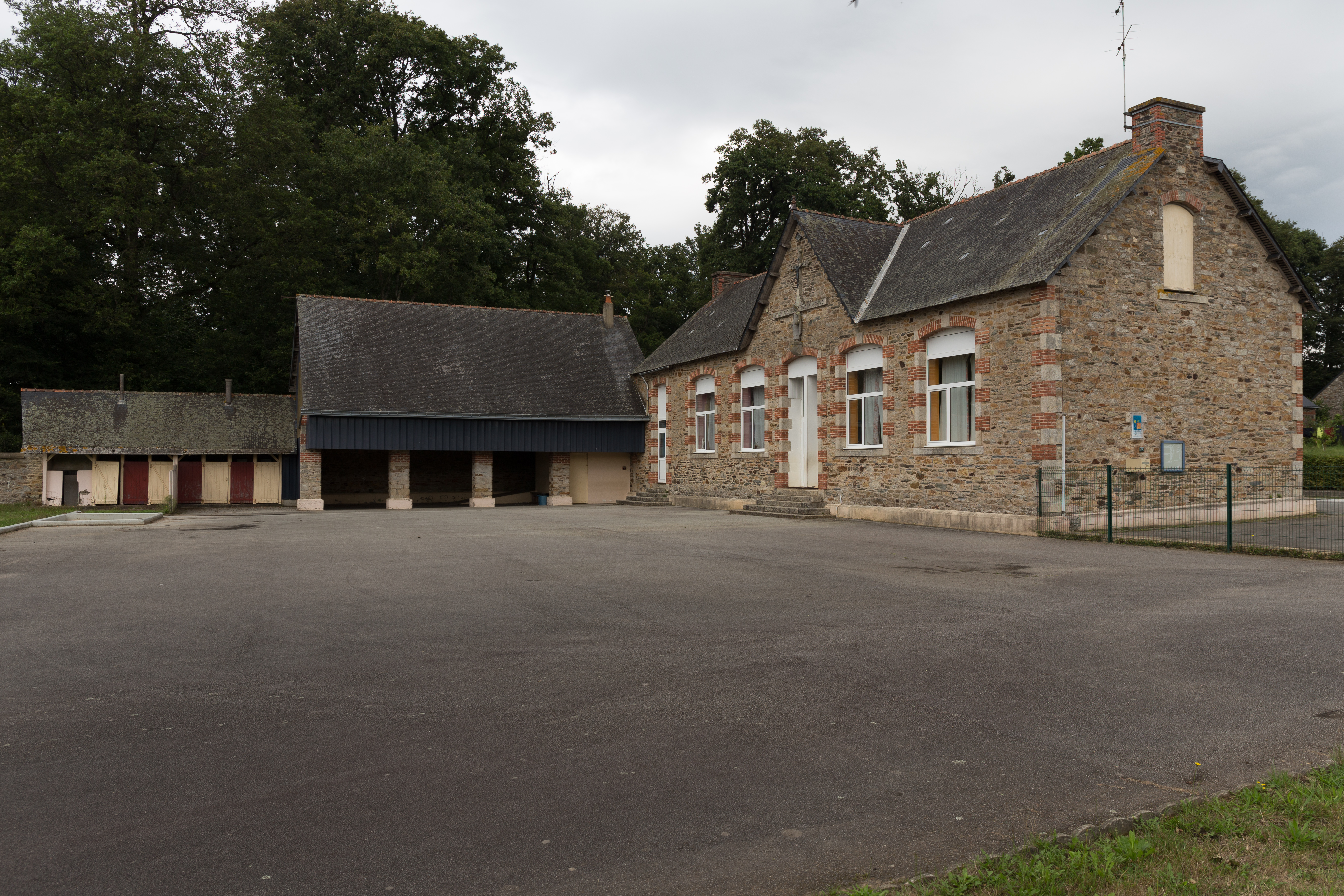
L'école privée Saint-Pierre.
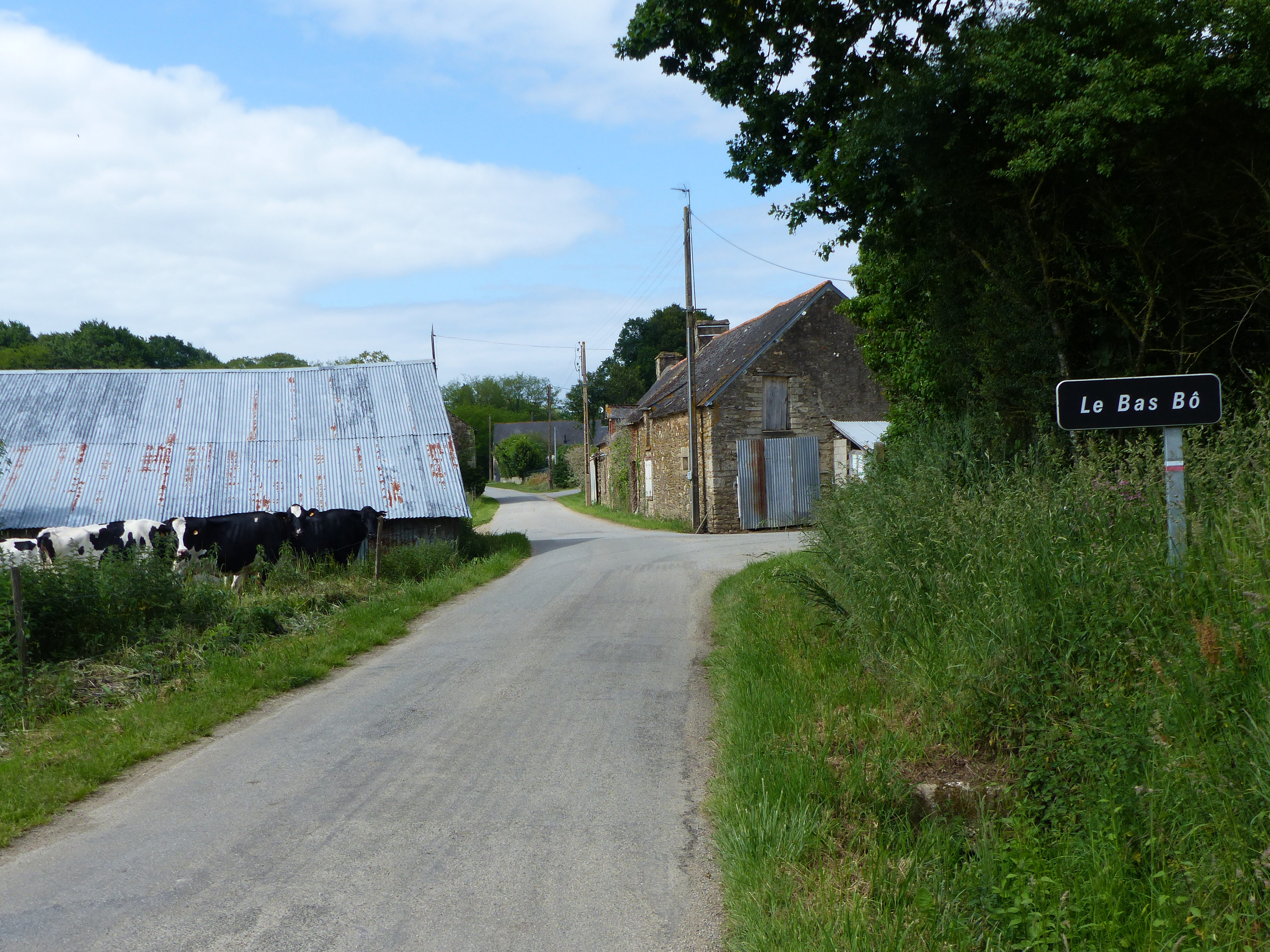
Le hameau du Bas Bô.

### Transports
Le canal de Nantes à Brest (Oust canalisé) longe le sud-ouest et le sud de cette ancienne commune.

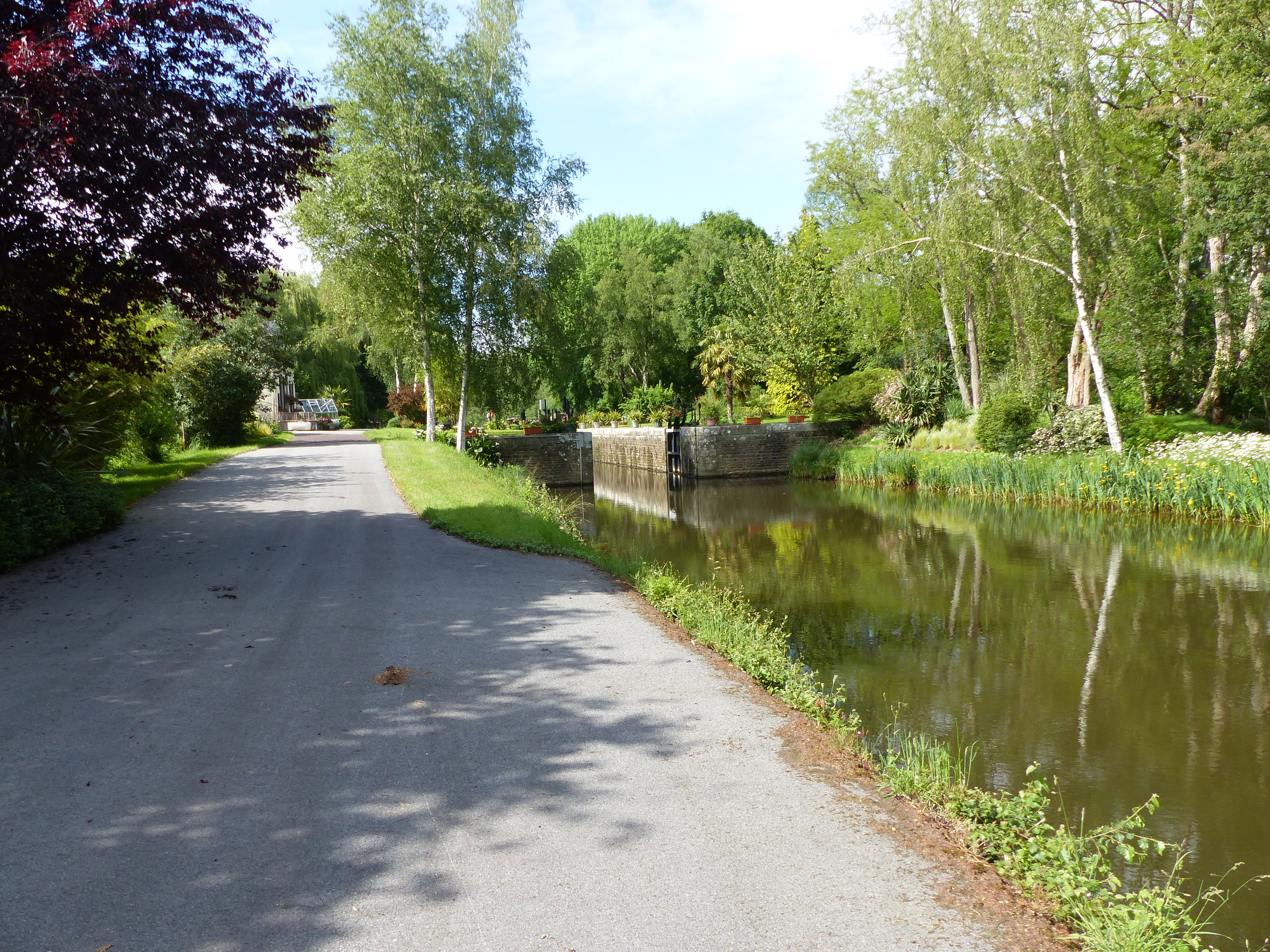
L'écluse du Lié.
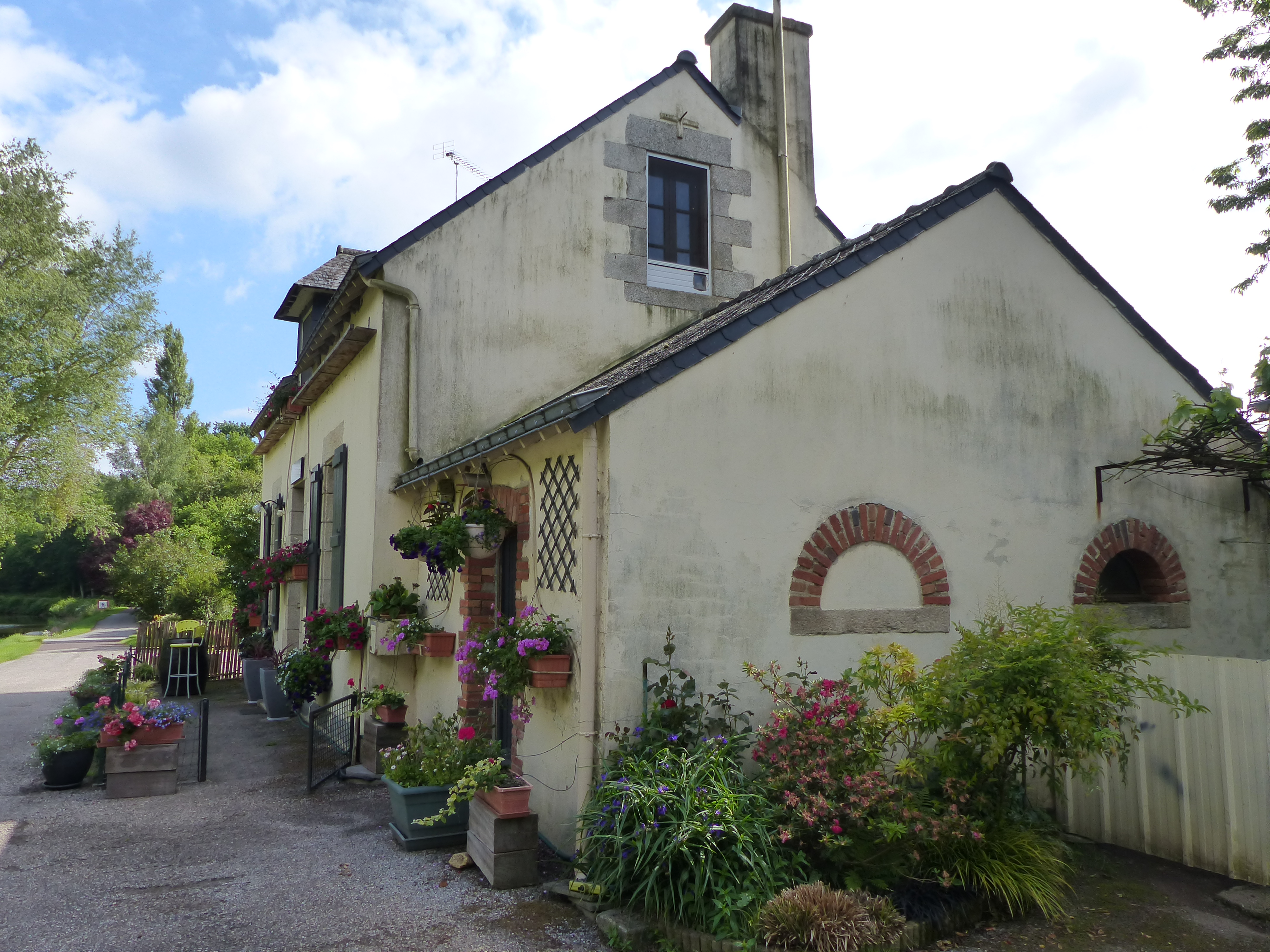
La maison éclusière du Lié (en Pleugriffet).
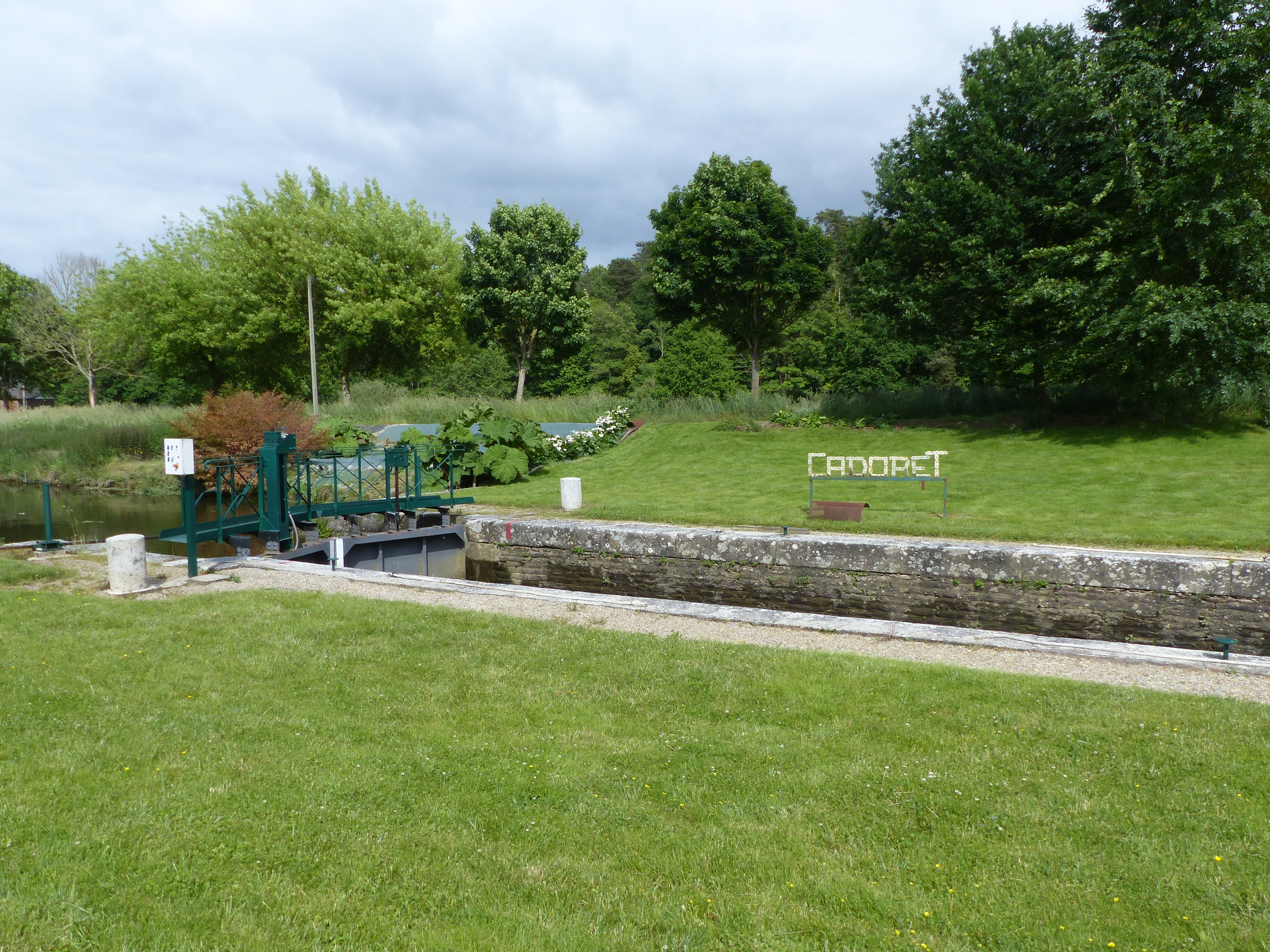
L'écluse de Cadoret.
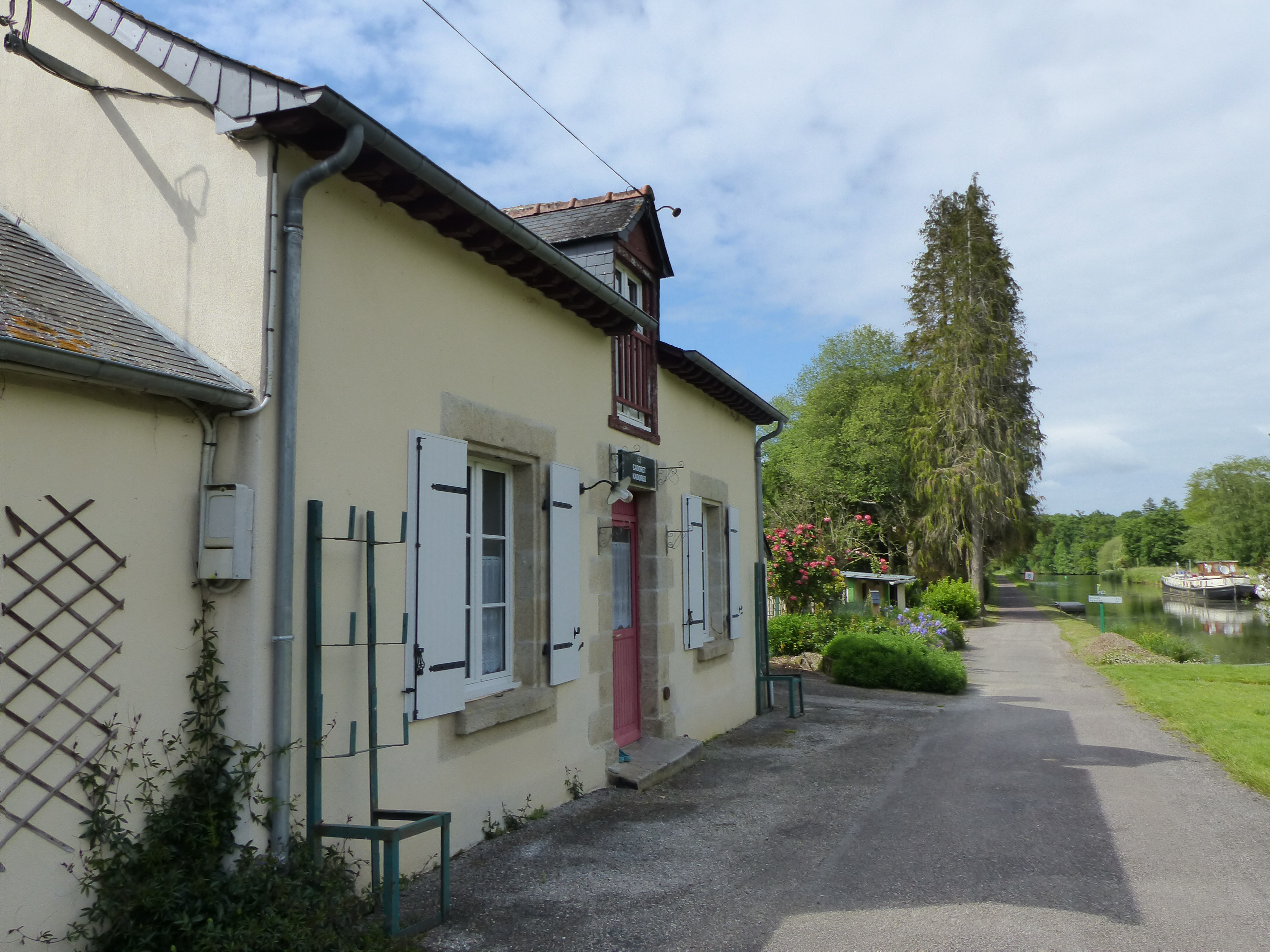
La maison éclusière de Cadoret (en Pleugriffet)

La D 778 (ancienne Route nationale 778) venant côté sud-est de Loudéac et Josselin et se dirigeant côté nord vers Saint-Étienne-du-Gué-de-l'Isle, La Chèze et Saint-Brieuc est le principal axe routier desservant le bourg des Forges. La D 793 (ancienne Route nationale 793) allant de Josselin à Dinan traverse la forêt de Lanouée, donc la partie orientale de l'ancienne commune des Forges.

## Histoire

### Les Forges de Lanouée

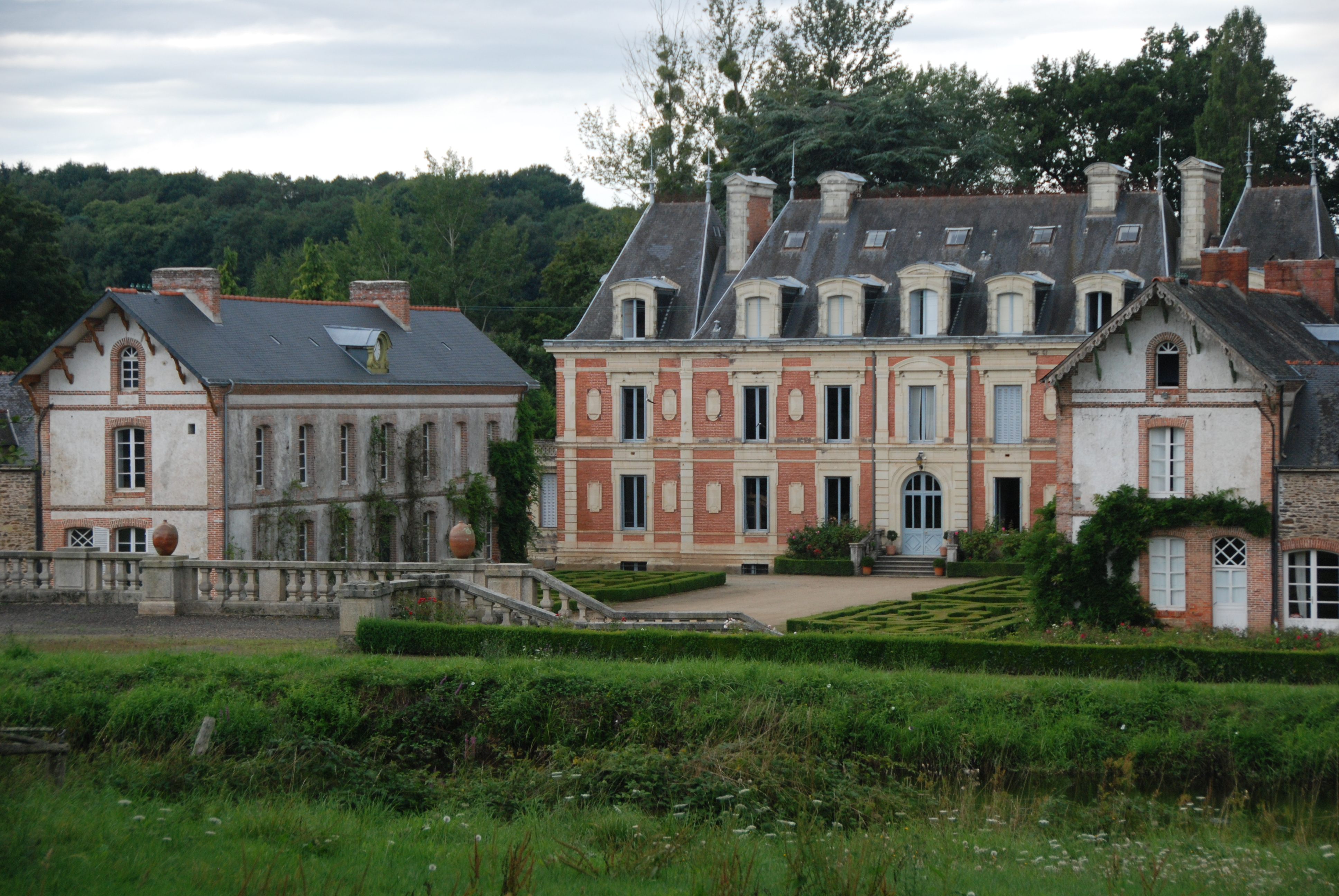
Le château des maîtres des Forges de Lanouée (construit vers 1760).

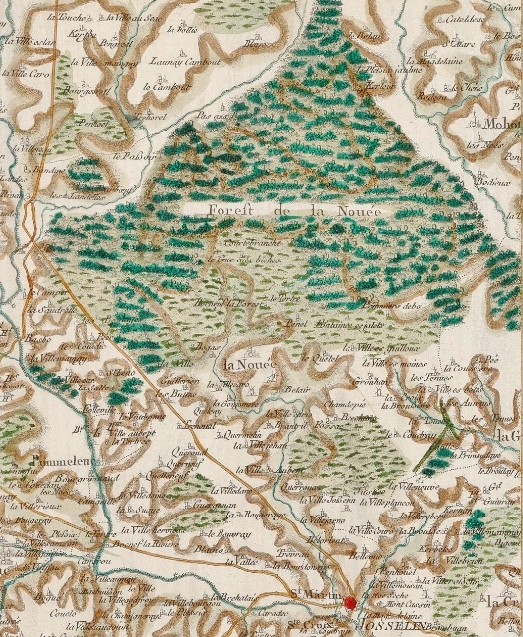
Carte de Cassini de la paroisse de Lanouée et de la forêt de Lanouée (1789).

Les Forges de Lanouée sont créées par le duc de Rohan à la suite d'une autorisation du roi Louis XV par lettres patentes du 26 avril 1756. Elles ont fermé en 1864, le haut fourneau poursuivant toutefois son activité jsqu'en 1885.

### Révolution française
Prêtre réfractaire, Pierre Le Verger, chapelain des Forges, se réfugia à Bréhan-Loudéac, alors privé de prêtre, lors de la Terreur ; à partir du printemps 1795 i, y exerça de fait les fonctions de recteur, mais il fut arrêté le 23 février 1796 et fut emprisonné le 9 mars 1796, condamné à mort, guillotiné le 22 mars 1796 sur la place de l'Hôtel-de-Ville de Vannes.

### La création de la commune en 1883
La vaste commune de Lanouée avait une superficie de 9 625 hectares et était la deuxième plus vaste de Bretagne ; elle est scindée en deux par la loi du 12 juillet 1883 (la première demande de scission date de 1881) avec la création de la commune des Forges. Vincent Audren de Kerdrel, alors sénateur, s'opposa en vain lors de la discussion du projet de loi, à cette scission, arguant notamment que la commune de Lanouée, certes vaste, a une forme très arrondie et que le bourg est juste placé au centre de la commune, que la commune de Lanouée, dans ses nouvelles limites, n'aurait plus que 2 365 habitants, alors que la nouvelle commune créée des Forges, serait beaucoup grande (5 600 ha), car c'est elle qui posséderait la majeure partie de la forêt de Lanouée, mais moins peuplée (860 habitants)  et que son chef-lieu serait très excentré à l'extrémité ouest de son territoire et que certains de ses hameaux, situés à l'extrémité nord de la future commune seraient éloignés de 11 à 12 km du nouveau chef-lieu alors qu'ils ne le sont que de 7 à 8 km du bourg de Lanouée. Il ajoute qu'Aimé Jéglot, ancien maire de Lanouée, régisseur du propriétaire des Forges de Lanouée, est à l'origine de cette demande de scission, qu'il sera à l'évidence le maire de la nouvelle commune des Forges si celle-ci est créée, et qu'« au-dessus de lui planera l'autorité un peu d'un roi fainéant peut-être, mais enfin l'autorité du chef seigneur ou du suzerain. On dit que ce très grand propriétaire [Louis Frédéric de Janzé] fait présent à la commune d'un presbytère, d'une église, d'une école, d'un cimetière ... que sais-je? », mais ce « propriétaire possédera presque tout sur son sol (plus des huit dixièmes de la commune) ; il aura sous sa dépendance comme bûcherons, comme charbonniers, comme forgerons, comme charretiers, à peu près tous les habitants de la commune », mais le projet de loi fut quand même adopté. Les partisans de la création de la commune des Forges arguent notamment que dans la composition du Conseil municipal de Lanouée en 1883, sur ses 21 membres, un seul appartient à la section des Forges.
Alain-Charles-Louis de Rohan-Chabot, duc de Rohan, prince de Léon, alors député, s'opposa aussi vainement à cette scission : il déclare dans une intervention à la Chambre des députés que dans la commune de Lanouée, vaste de près de 10 000 hectares, se trouve la forêt de Lanouée, d'une superficie de 3 600 hectares qui alimente les hauts fourneaux des Forges, que cette forêt et bien d'autres terres encore, appartiennent à un seul et même propriétaire « qui se considère comme le seigneur du lieu », que depuis longtemps « ses régisseurs, intendants, maîtres des forges (...) ont été membres du conseil municipal de la commune de Lanouée et, pour la plupart du temps, maires de cette commune », qu'un conflit a éclaté en 1880 entre le régisseur et le habitants de Lanouée à propos d'une messe que le régisseur avait fait supprimer dans la chapelle des Forges, probablement sur les instructions de son maître. « Sentant son influence et celle de son maître ébranlée, le régisseur des forges de Lanouée résolut de se créer une commune pour lui-même, une commune dans laquelle il aurait une influence indiscutable et indiscutée (...) » Les débats montrent que les oppositions étaient aussi de nature politique, le régisseur et les ouvriers des Forges étant républicains (de droite) alors que les habitants de Lanouée étaient majoritairement très conservateurs et fortement influencés par le clergé.
Malgré ces oppositions, la création de la commune des Forges est votée et prend effet au 1er janvier 1884

### LeXXesiècle

#### La Première Guerre mondiale
Le monument aux morts des Forges porte les noms de 41 soldats morts pour la France pendant la Première Guerre mondiale ; parmi eux 2 (Mathurin Jouchet et Prosper Nouvel) sont morts lors des combats de Maissin (Belgique) le 22 août 1914 ; Eugène Grippon est mort en captivité en Allemagne ; tous les autres sont morts sur le sol français, dont Jérôme Autin, Prosper Joubier, Jean Lorand et Mathurin Perron, tous les quatre décorés à la fois de la Médaille militaire et de la Croix de guerre et Joseph Pichot, décoré de la Croix de guerre.

#### L'Entre-deux-guerres
600 hectares de la forêt de Lanouée furent la proie des flammes le 1er avril 1918. Un autre incendie, provoqué par l'imprudence d'un journalier de la commune des Forges ravagea 50 hectares dans la forêt de Lanouée le 15 février 1932 ; cette forêt appartenait alors à Mme Renault-Lebreton.

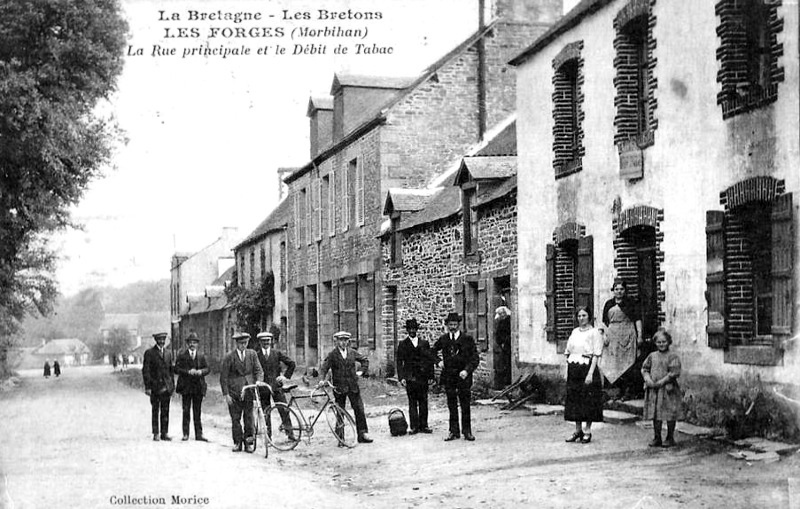
Les Forges (Morbihan) : la rue de Janzé vers 1925 (carte postale).
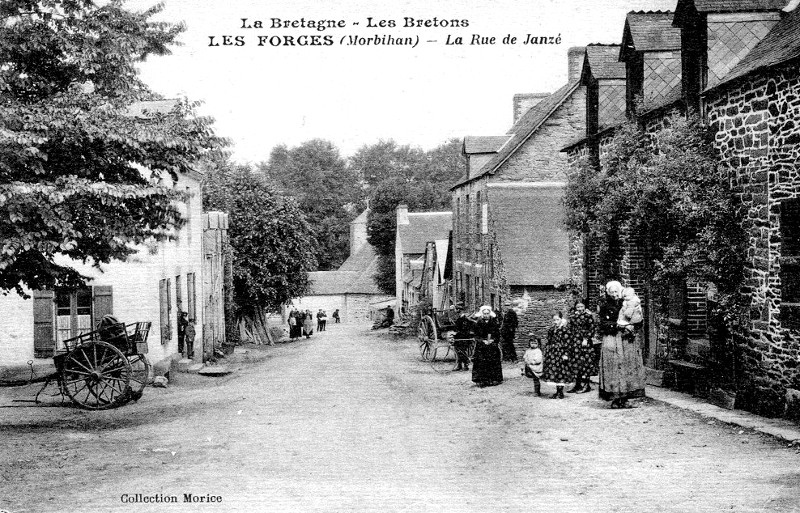
Les Forges (Morbihan) : la rue de Janzé vers 1925 (carte postale).
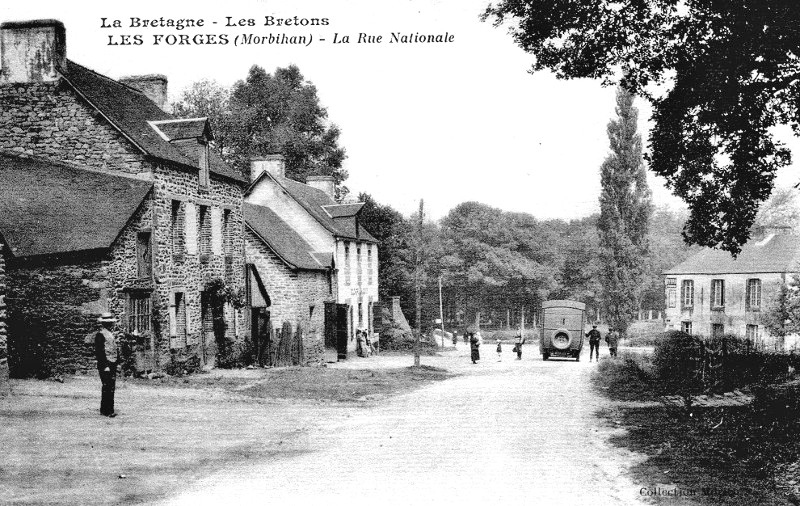
Les Forges (Morbihan) : la rue Nationale vers 1925 (carte postale).
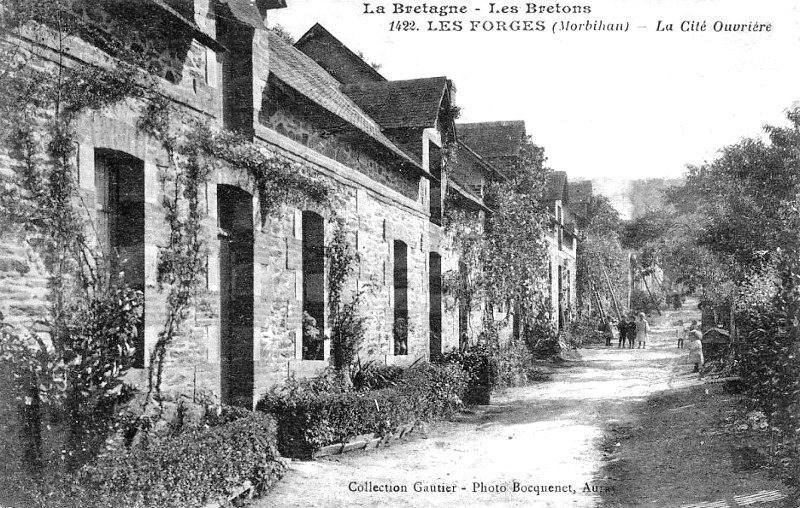
Les Forges (Morbihan) : la cité ouvrière vers 1925 (carte postale).
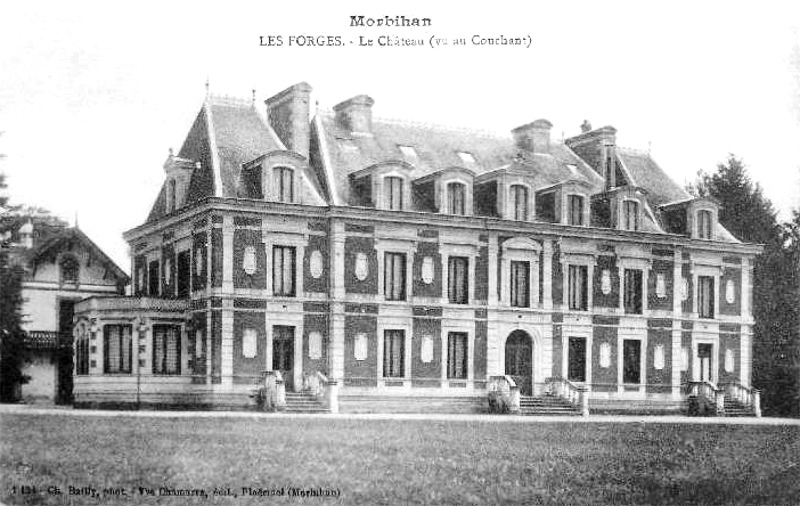
Les Forges (Morbihan) : le château des Forges vers 1925 (carte postale).

#### La Seconde Guerre mondiale
Le monument aux morts des Forges porte les noms de 9 personnes mortes pour la France pendant la Seconde Guerre mondiale ; parmi elles Joseph Bouédo, Jean Chedauté, René Ribouchon et Eugène Ruello sont morts au printemps 1940 lors de la bataille de France ; Lucien Le Roscouët, mort en 1941 et Léon Le Pioufle, mort en 1942, alors qu'ils étaient tous les deux prisonniers en Allemagne ; Jean Tonnerre, résistant, a été tué à l'ennemi le 22 octobre 1944 à Limerzel.
Le 18 juin 1944 une méprise tragique (une erreur de navigation aérienne) fait que des avions alliés venus d'Angleterre pour soutenir les résistants du maquis de Saint-Marcel tirèrent par erreur sur un groupe d'habitants du Pas-aux-Biches revenant des vêpres, qu'ils confondent avec une colonne allemande : le bombardement fit 4 morts : Roger Chaperon (14 ans), Denise Bienne (15 ans), Jeanne Le Guernic (53 ans) et Marie-Françoise Mahieux (69 ans).

### LeXXIesiècle
La commune fusionne avec la commune de Lanouée au sein de la commune nouvelle de Forges de Lanouée le 1er janvier 2019.

## Toponymie
Le nom en breton de la commune est Ar Govelioù.
Les Forges : Du mot latin Făbrĭca, « atelier d'artisan », à l'origine du mot « fabrique ».
Le nom du village provient des forges de Lanouée.

## Politique et administration
| Période                                  | Période          | Identité                   | Étiquette | Qualité |
| ---------------------------------------- | ---------------- | -------------------------- | --------- | --- |
| Les données manquantes sont à compléter. |                  |                            |           | |
| 1884                                     | 1891             | Aimé Jéglot                |           | Notaire. Régisseur des Forges de Lanouée. Maire de Lanouée entre 1878 et 1880. À l'origine de la création de la commune. |
| 1891                                     | 1896             | Alain-Jules Hubert         |           | Propriétaire. |
| 1896                                     | 1910             | Louis Renault-Lebreton     |           | Propriétaire de la forêt de Lanouée. Maire de Lanouée entre 1880 et 1884.                                                |
| 1910                                     | 1919             | Joseph Quéro               |           | Cultivateur à Bodiné. |
| 1919                                     | avril 1945       | Louis André                |           | Cultivateur à Ville Mainguy.                                                                                             |
| avril 1945                               | mai 1953         | Eugène Lécuyer (1906-1998) | SFIO      | |
| mai 1953                                 | mars 1965        | Eugène Gambert             | Droite    | |
| mars 1965                                | juin 1982        | Yves Daniel                | Gauche    | Instituteur laïque Décédé en fonction                                                                                    |
| 4 juillet 1982                           | 6 février 2000   | Louis Chérel (1925-2000)   |           | Exploitant agricole, 1er adjoint (1965-1982) Décédé en fonction                                                          |
| 1er avril 2000                           | 22 mars 2008     | Armel Lévesque             |           | Cadre administratif retraité                                                                                             |
| 22 mars 2008                             | 13 juin 2011     | Bruno André                |           | Cadre SNCF Démissionnaire                                                                                                |
| 17 juin 2011                             | 31 décembre 2018 | Isabelle Cadio             |           | Agricultrice |

La création de la commune nouvelle de Forges de Lanouée entraîne la création d'une commune déléguée gérée par un maire délégué :
| Période                                  | Période  | Identité       | Étiquette | Qualité |
| ---------------------------------------- | -------- | -------------- | --------- | ------- |
| 1er janvier 2019                         | En cours | Isabelle Cadio | -         |         |
| Les données manquantes sont à compléter. |          |                |           |         |

## Démographie
L'évolution du nombre d'habitants est connue à travers les recensements de la population effectués dans la commune depuis 1886. Pour les communes de moins de 10 000 habitants, une enquête de recensement portant sur toute la population est réalisée tous les cinq ans, les populations de référence des années intermédiaires étant quant à elles estimées par interpolation ou extrapolation. Pour la commune, le premier recensement exhaustif entrant dans le cadre du nouveau dispositif a été réalisé en 2004.

En 2016, la commune comptait 470 habitants, en évolution de +17,5 % par rapport à 2010 (Morbihan : +3,82 %, France hors Mayotte : +2,11 %).
| 1886 | 1891 | 1896 | 1901 | 1906  | 1911 | 1921 | 1926 | 1931 |
| ---- | ---- | ---- | ---- | ----- | ---- | ---- | ---- | ---- |
| 912  | 954  | 981  | 984  | 1 004 | 935  | 827  | 870  | 872  |

| 1936 | 1946 | 1954 | 1962 | 1968 | 1975 | 1982 | 1990 | 1999 |
| ---- | ---- | ---- | ---- | ---- | ---- | ---- | ---- | ---- |
| 877  | 866  | 760  | 729  | 656  | 626  | 553  | 566  | 479  |

| 2004 | 2006 | 2009 | 2014 | 2016 | - | - | - | - |
| ---- | ---- | ---- | ---- | ---- | - | - | - | - |
| 453  | 443  | 407  | 456  | 470  | - | - | - | - |

## Lieux et monuments
- Le château des forges de Lanouée. Se visite.
- Petite centrale hydraulique (production de 300 kW) créée en 1934. Elle est située à l'emplacement de l'ancienne forge (construite en 1756 par le duc de Rohan) qui a donné son nom au village et de l'actuel château (bassin avec broderies de buis).

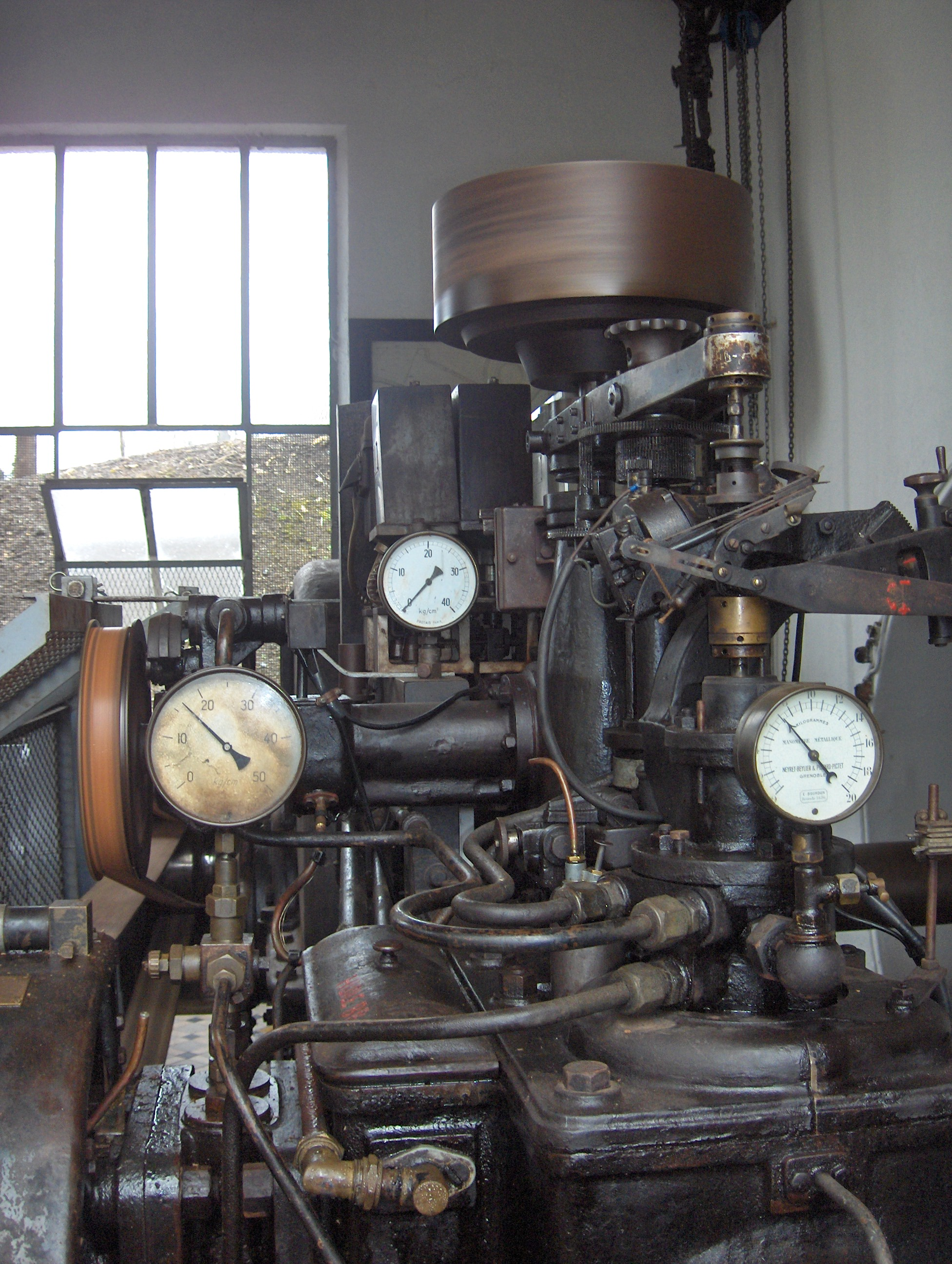
Une vue des machineries.
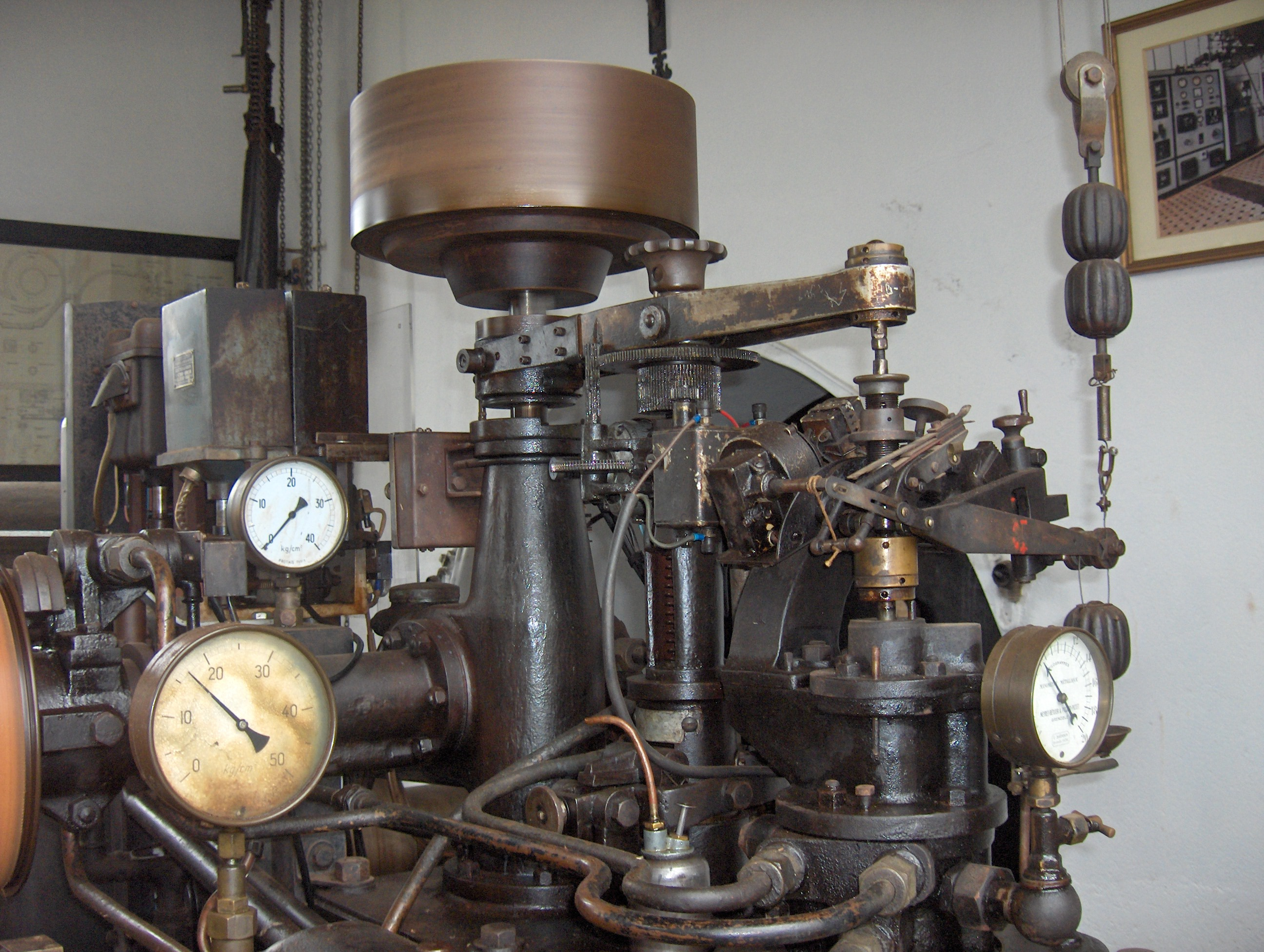
Une autre vue des machineries.
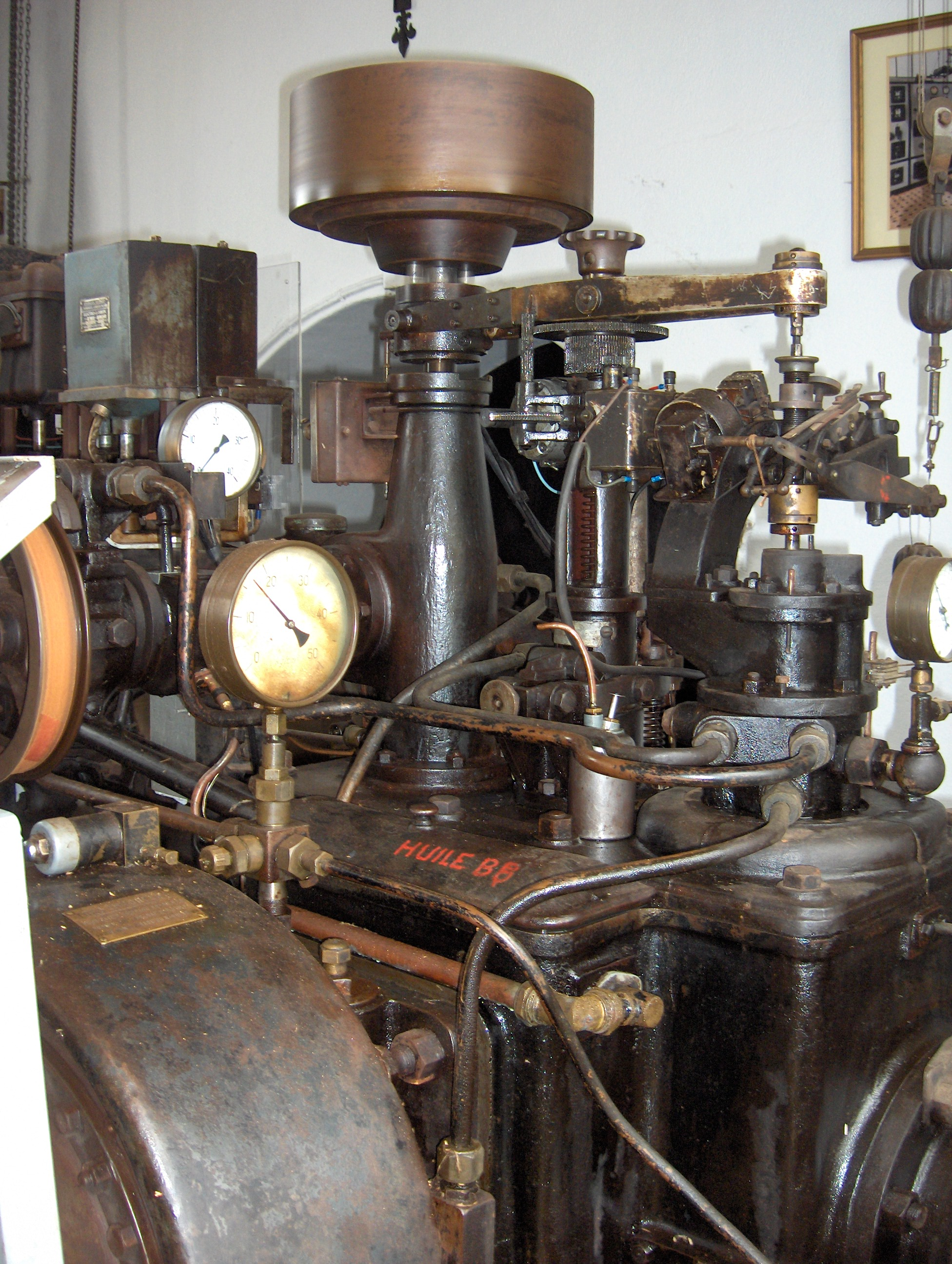
Encore une vue des machineries.

- Église Notre-Dame-de-Toute-Aide : la chapelle Notre-Dame-de-toute-Aide,construite en 1760, devient église paroissiale en 1883 et est agrandie en 1889 ; elle est située dans le parc du château des Forges. Elle abrite des statues de saint Éloi et d'une Vierge à l'Enfant datant toutes les deux du XVIIIe siècle.

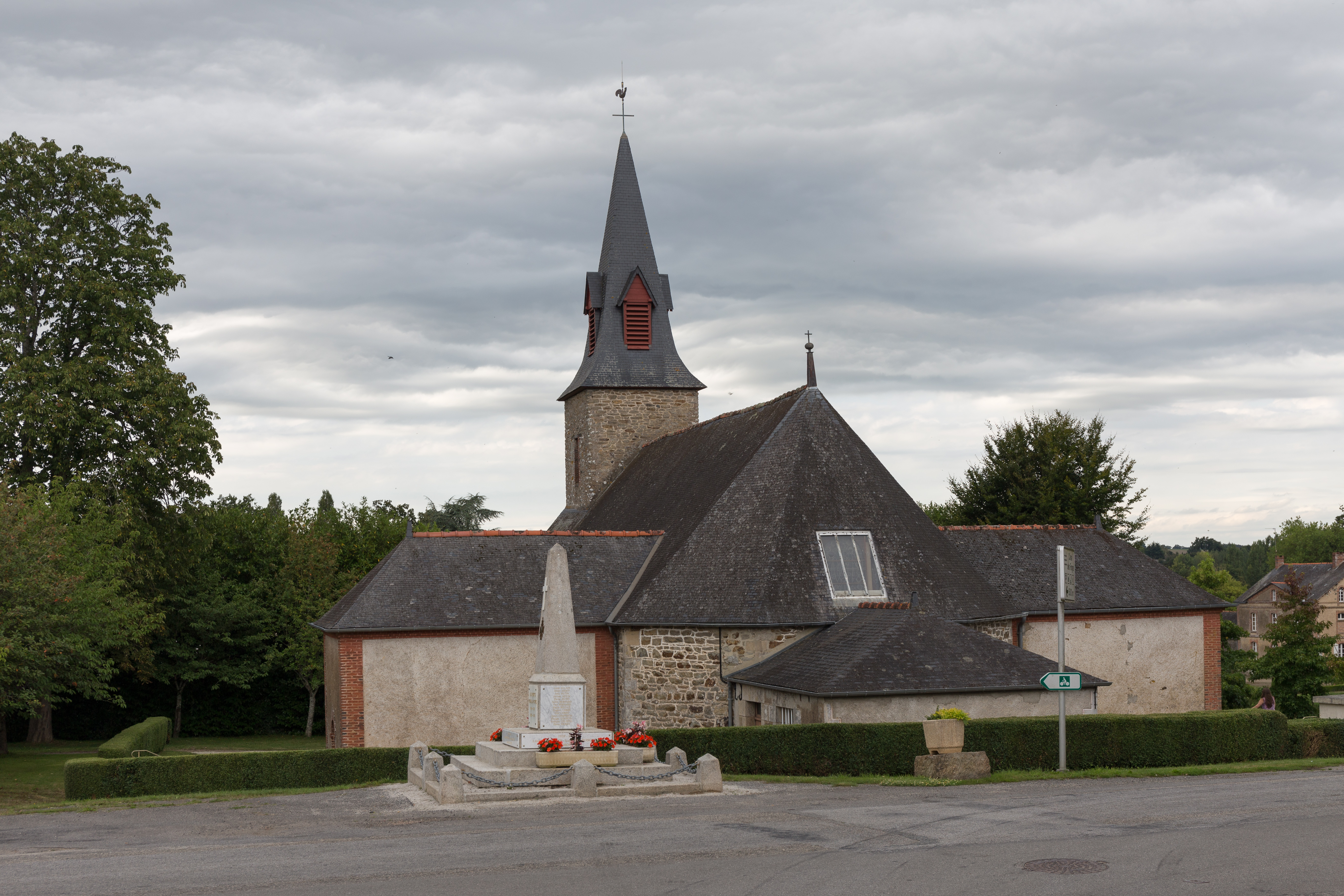
L'église Notre-Dame-de-Toute-Aide et le monument aux morts.
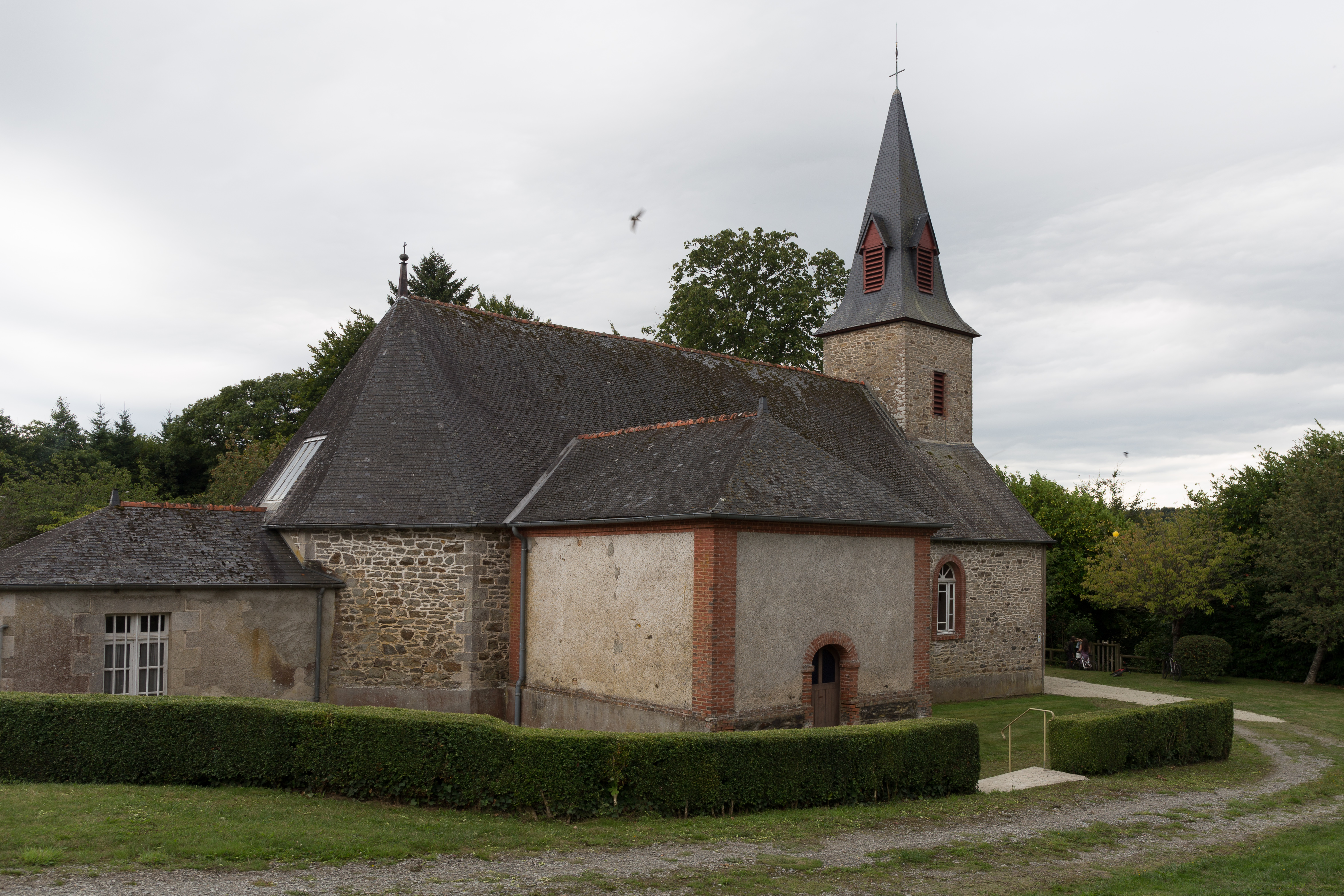
L'église Notre-Dame-de-Toute-Aide vu du côté nord.
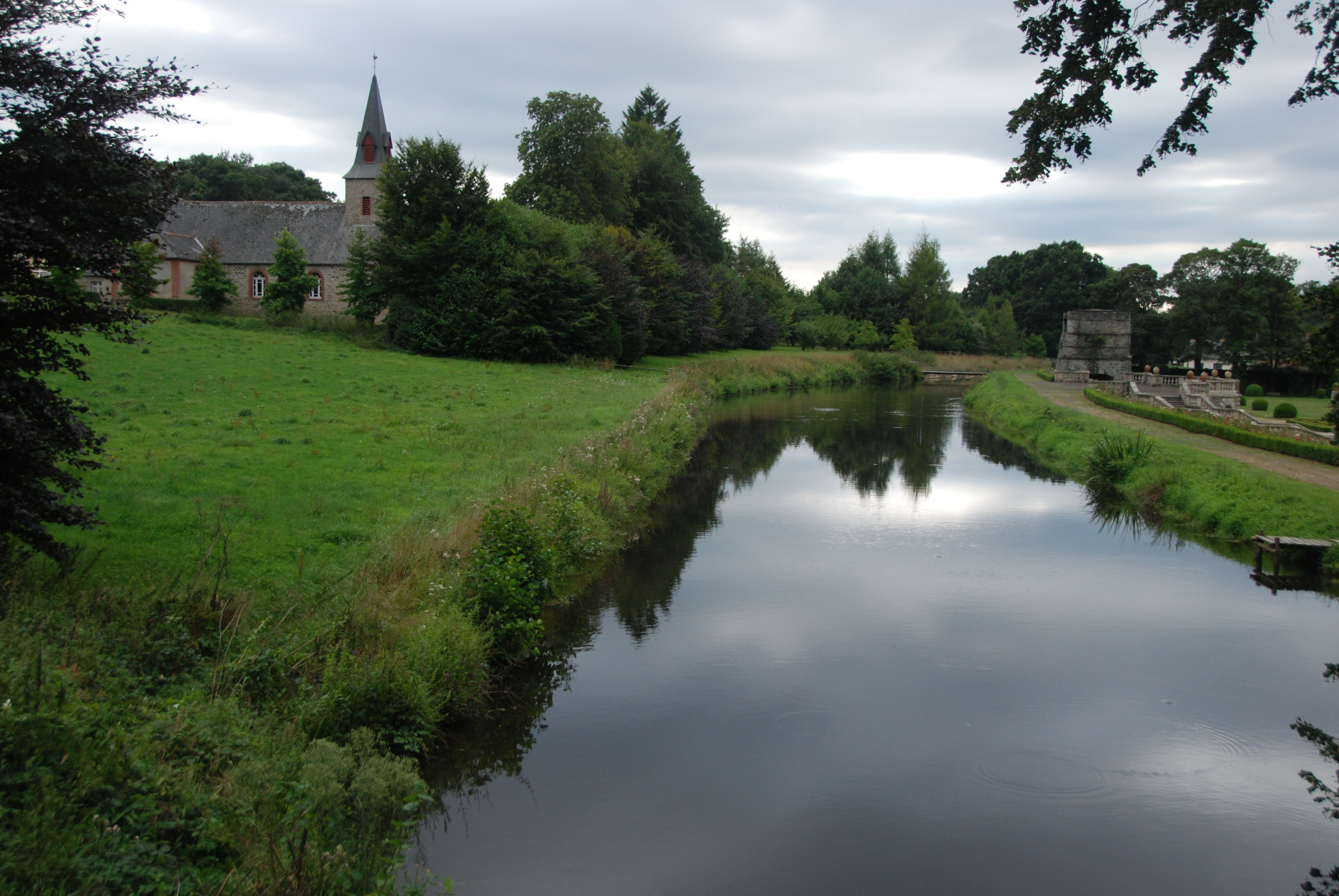
L'église Notre-Dame-de-Toute-Aide et le canal du haut-fourneau.

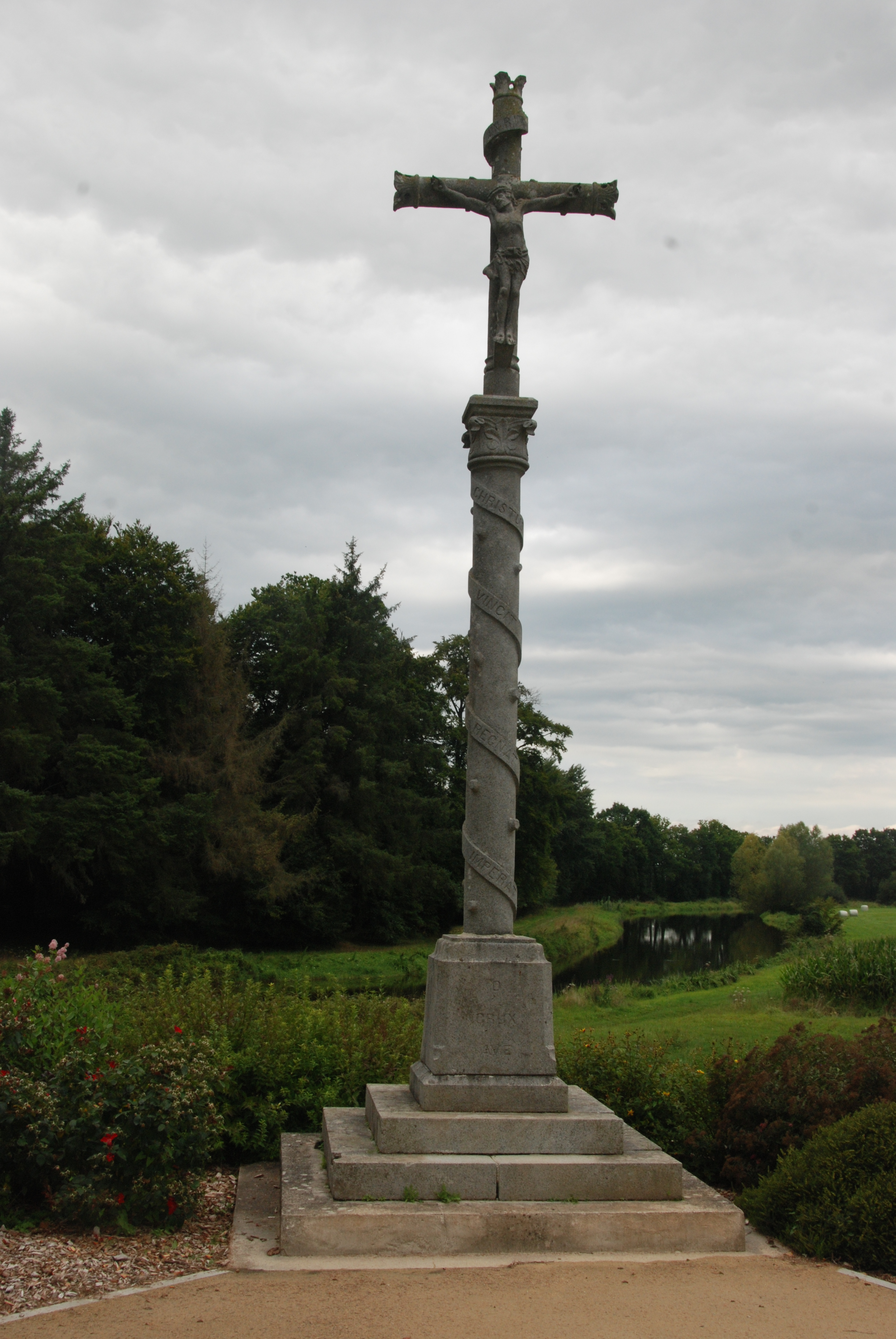
La Croix à l'intersection de la D778 et de la D117.

- La Croix à l'intersection de la D778 et de la D117.